# Madeha Alajroush
Madeha Alajroush (arabisch مديحة العجروش; Madiha al Alajroush) (geb. 1955) ist eine saudi-arabische Fotografin, Feministin und Psychoanalytikerin.

## Leben und Wirken
Madeha Alajrosh ist die Tochter eines Diplomaten und lebte als junge Frau in New York. Sie absolvierte eine Ausbildung zur Psychoanalytikerin. Als einzige Psychoanalytikerin im Königreich Saudi-Arabien behandelte sie zunächst Frauen mit klinisch relevanten Störungen wie Schizophrenie und bipolaren Störungen. In den letzten Jahren kommen aber auch Frauen in die Behandlung, die an Konflikten leiden, die im Zusammenhang mit den Veränderungen der gesellschaftlichen Verhältnisse stehen. Aufgrund der verbesserten beruflichen Möglichkeiten für Frauen und des Vorhandensein eines eigenen Einkommens können sie die Behandlung selbst finanzieren.
Als bekannteste Fotografin ihres Landes inszeniert sie Themen für großformatige Bilder. Motive sind die saudi-arabische Landschaft und Menschen, oft Frauen und Kinder. Farblich dominiert häufig das Spiel mit den verschiedenen Schattierungen eines Wüstengelbs, bisweilen kontrastiert mit einer leuchtenden Farbe. Unter ihren Werken finden sich ebenso Bilder vom Leben der Beduinen wie solche des städtischen Lebens.
Bekannt wurde Madeha Alajroush durch verschiedene Aktivitäten im Zusammenhang mit Frauenrechten in Saudi-Arabien. Erstmals 1990 übertrat sie das Verbot des Autofahrens für Frauen, was u. a. mit der Reaktion geahndet wurde, dass sie in den Moscheen als Prostituierte bezeichnet wurde und ihre Arbeiten als Fotografin öffentlich verbrannt wurden. 2014 erfuhr die erneute Aktion, als Frau Auto zu fahren, ein weltweites Medienecho. Im September 2017 berichtete die internationale Presse darüber, dass auf eine Initiative des Kronprinzen Mohammed bin Salman das Verbot des Autofahrens von Frauen aufgehoben werden solle sowie weitere Reformen für die Rechte der Frauen in Kürze gesetzlich formuliert werden sollten. Madeha Alajroush betonte in einem Interview, dass dies ein bedeutsamer Schritt sei, weil das Fahrverbot für Frauen ein in der Öffentlichkeit sichtbares Symbol gewesen sei, welches für weitere unterdrückte Menschenrechte der Frauen, etwas innerhalb der Familien oder vor Gericht, in Saudi-Arabien gestanden habe.
2005 gründete Alajroush das National Family Safety Program, welches sich gegen die Gewalt in Familien wendet. Spezielle Ziele sind u. a. die Vorbeugung von Kindesmissbrauch und Vernachlässigung von Kindern in den Familien.